# Katedrála Vzkříšení a svatého Korbiniána
Katedrála Vzkříšení a sv. Korbiniána v Évry v pařížské oblasti je dílo moderní architektury podle návrhu švýcarského architekta Mario Botty, dokončené roku 1995.
Katedrála byla postavena v letech 1992 až 1995, když bylo do nové aglomerace přeneseno sídlo biskupství. Má tvar komolého válce o vnějším průměru 38 m, v nejvyšším místě je 34 m vysoká, betonová stavba je obložena cihlami a po obvodu střechy je vysázeno 24 lip. Vnitřní kruhový prostor má průměr 29 m a s galeriemi může pojmout 1200 osob. S katedrálou souvisí budova biskupství od téhož architekta. Pod chrámovým prostorem je městská obrazová galerie s vlastním vchodem z náměstí.
Patronem katedrály je místní rodák, svatý Korbinián (kolem 680 – 730), poustevník, později misionář v Bavorsku, zakladatel a první biskup kostela ve Freisingu blízko Mnichova, kde je také pochován.